# زويك
زويك هي قرية في مقاطعة أرومية، إيران. يقدر عدد سكانها بـ 88 نسمة بحسب إحصاء 2016.